# Val d'Aran
Aran (tiếng Occitan: [aˈɾan]; tiếng Catalunya: [əˈɾan]; tiếng Tây Ban Nha: [aˈɾan]) (còn gọi Val d'Aran) là một comarca của Catalunya, Tây Ban Nha, bao gồm thung lũng Aran rộng 620,47 kilômét vuông (239,56 dặm vuông Anh), ở vùng núi Pyrénées, ở phần tây bắc của tỉnh Lleida.
Thung lũng này là một trong hai vùng duy nhất của Tây Ban Nha tọa lạc ở hướng bắc của Pyrénées. Thung lũng này có con sông duy nhất (Garonne) của Catalunya chảy vào Đại Tây Dương (do vậy, nơi này có khí hậu hơi hướng Đại Tây Dương, thay vì Địa Trung Hải). Sông Garonne chảy dọc Aran từ đầu nguồn ở Pla de Beret gần Port de la Bonaigua, nhận nước của sông Joèu (từ núi Aneto) và chảy ngầm ở đoạn Forau de Aigualluts. Nó chảy lộ thiên từ đoạn Val dera Artiga trước khi đến thung lũng Aran, rồi chảy qua Pháp và đổ vào Đại Tây Dương. Sông Noguera Pallaresa, mà đầu nguồn chỉ cách đầu nguồn Garonne khoảng một trăm mét, chảy theo hướng ngược lại, vào Địa Trung Hải.
Aran giáp với Pháp về phía bắc, cộng đồng tự trị Aragon về phía tây, comarca Alta Ribagorça về phía nam và Pallars Sobirà về phía đông. Thủ phủ Aran là Vielha, với 3.692 dân (1996). Theo thống kê 2001, đa số người ở Aran nói tiếng Tây Ban Nha (38,8%), theo sau là phương ngữ Aran của tiếng Occitan (34,19%), rồi tiếng Catalunya (19,45%), 7,56% còn lại nói ngôn ngữ khác.